# 行田 (船橋市)

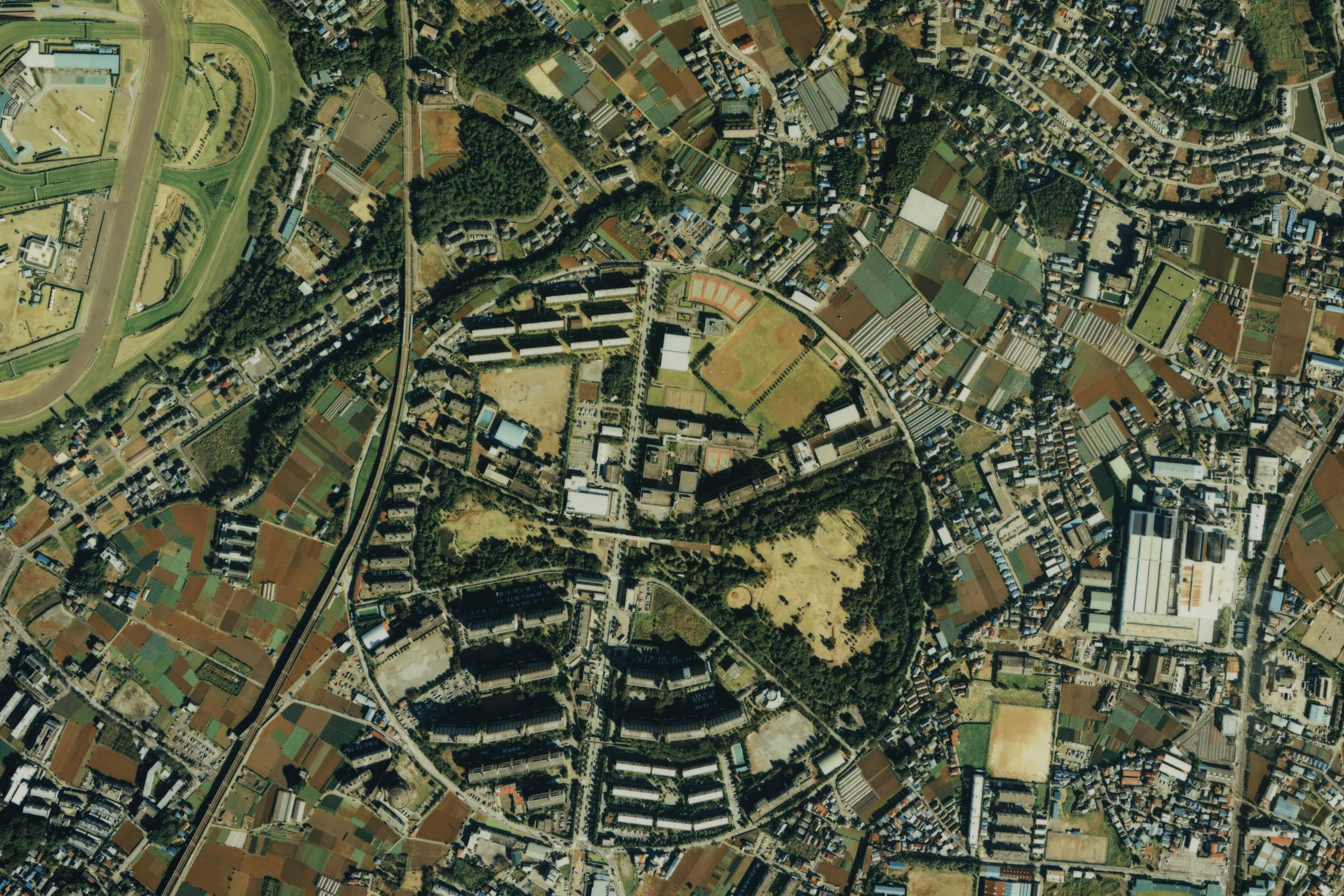
船橋市行田の空中写真。1989年撮影。

行田（ぎょうだ）は、千葉県船橋市の地名である。現行行政地名は行田一丁目から行田三丁目。この記事では関連町名の行田町についても記述する。

## 地理
船橋市の中心市街地の北方に位置する。地域の北西には中山競馬場（古作1丁目）がある。当地はもと東葛飾郡行田新田で、1889年の町村制施行時には塚田村の大字となった。塚田村は、1937年、船橋町、葛飾町、八栄村、法典村と合併して船橋市となり、行田は船橋市の大字となる。1940年、行田町と改称。1984年、住居表示整備に伴い行田1 - 3丁目となるが、一部地区は住居表示未実施のまま行田町として存続している。
当地域の中央部は、ほぼ真円をなす環状道路によって囲まれている（西側の一部を武蔵野線の線路が南北に縦断している）。区画が円形であるのは、かつてここに旧日本海軍の無線施設（海軍無線電信所船橋送信所）が設置されていたためである。現在でもその名残で、後述のような行政機関や公務員宿舎が多い。
1 - 3丁目があり、環状道路の東部が1丁目、環状道路の中央を縦断する県道を挟んで東が2丁目、西が3丁目となっている。中央は行政機関・団地、東西には住宅が広がる。
地名の由来は行徳と田尻の1字ずつを取ったものといわれる。

## 世帯数と人口
2017年（平成29年）11月1日現在の世帯数と人口は以下の通りである。

### 行田
| 丁目       | 世帯数    | 人口    |
| ---------- | --------- | ------- |
| 行田一丁目 | 1,194世帯 | 2,898人 |
| 行田二丁目 | 1,417世帯 | 2,492人 |
| 行田三丁目 | 1,450世帯 | 2,977人 |
| 計         | 4,061世帯 | 8,367人 |

### 行田町
| 町丁   | 世帯数    | 人口    |
| ------ | --------- | ------- |
| 行田町 | 1,095世帯 | 2,402人 |

## 小・中学校の学区
市立小・中学校に通う場合、学区は以下の通りとなる
| 丁目       | 番地                     | 小学校 | 中学校             |
| ---------- | ------------------------ | --- | ------------------ |
| 行田一丁目 | 5～49番                  | 船橋市立塚田小学校 船橋市立行田東小学校 ※どちらか選択                                                                 | 船橋市立行田中学校 |
| 行田一丁目 | 1～4番 50番              | 船橋市立行田東小学校                                                                                                  | 船橋市立行田中学校 |
| 行田二丁目 | 1～5番                   | 船橋市立行田東小学校                                                                                                  | 船橋市立行田中学校 |
| 行田二丁目 | 6～11番                  | 船橋市立行田西小学校                                                                                                  | 船橋市立行田中学校 |
| 行田三丁目 | 全域                     | 船橋市立行田西小学校                                                                                                  | 船橋市立行田中学校 |
| 行田町     | 48番地                   | 船橋市立行田西小学校                                                                                                  | 船橋市立行田中学校 |
| 行田町     | 47番地 ※要地図確認       | ※またがり区域 ※要地図確認 (1)船橋市立行田西小学校 (2)以下からどちらか選択 ・船橋市立塚田小学校 ・船橋市立法典西小学校 | 船橋市立行田中学校 |
| 行田町     | 49～62番地 368～402番地  | 船橋市立塚田小学校 船橋市立法典西小学校 ※どちらか選択                                                                 | 船橋市立行田中学校 |
| 行田町     | 63～101番地 311～367番地 | 船橋市立塚田小学校 | 船橋市立行田中学校 |

## 交通
環状道路内の中心を片側2車線の県道9号が縦断し、南は国道14号、北は県道9号から木下街道へ接続している。この他、南西方向に京成西船駅・西船橋駅方面へ向かう道路、南東方向に新船橋駅・船橋駅方面へ向かう道路がある。いずれもラッシュアワー以外に、中山競馬場開催となる土日にも、激しい渋滞の発生することがある。
武蔵野線の線路が通過するが、駅はない。最寄り駅は東武鉄道野田線塚田駅・新船橋駅、武蔵野線船橋法典駅・西船橋駅（他に総武線、東京メトロ東西線など）、京成本線京成西船駅などである。しかし利便性を考慮すると、住民の多くは西船橋駅や船橋駅を利用していると考えられる。他に深夜急行バスが数路線運行されている。

## 施設・公園など
1丁目
- 旭テクノグラス工場
- トーカロ東京工場

2丁目
- 税務大学校東京研修所
- 行田公園
- 船橋市立行田東小学校
- 船橋市夏見消防署 行田分署
- 船橋警察署 行田交番
- 行田団地
- ふなっこ畑
- 健伸行田幼稚園

3丁目
- 行田公園
- 国家公務員船橋行田住宅
- 船橋市立行田中学校
- 船橋市立行田西小学校
- 船橋行田郵便局
- 国家公務員体育センター

## 近隣地名
- 行田町（北）
- 前貝塚町（北東）
- 古作（北西）
- 印内（西 - 南西）
- 西船（南）
- 山手（東 - 南東）
- 北本町（東）

## 行田町について
行田町（ぎょうだちょう）は、1984年の住居表示実施時に対象外となった地区で、行田1～3丁目の北方に東西2箇所に分かれて残存する。葛飾川が流れている。

### 施設
- 船橋塚田郵便局（東部）

### 隣接町名
西部
- 上山町（北）
- 古作（北西 - 西）
- 行田（西 - 南西 - 南 - 南東）
- 前貝塚町（南東 - 東 - 北東）

東部
- 前貝塚町（西 - 北 - 東）
- 北本町（南東）
- 行田（南）